# Grand Prix-wegrace van Spanje 1975
De Grand Prix-wegrace van Spanje 1975 was de tweede race van het wereldkampioenschap wegrace voor motorfietsen in het seizoen 1975. De races werden verreden op 20 april 1975 op het Circuito Permanente del Jarama in Madrid.

## 350 cc
Zowel Víctor Palomo als Hideo Kanaya trainden in de 350cc-klasse sneller dan Giacomo Agostini, maar die leidde desondanks de race van start tot finish. Johnny Cecotto wist wel nog tweede te worden, voor Kanaya. Thuisrijder Victor Palomo werd met zijn SMAC-Yamaha vierde.

### Uitslag 350 cc
| Pos | Coureur             | Merk            | Tijd       | Punten |
| --- | ------------------- | --------------- | ---------- | ------ |
| 1   | Giacomo Agostini    | Yamaha          | 1h 04' 18" | 15     |
| 2   | Johnny Cecotto      | Yamaha          | +9" 8      | 12     |
| 3   | Hideo Kanaya        | Yamaha          | +1' 05" 5  | 10     |
| 4   | Victor Palomo       | SMAC-Yamaha     | +1' 30" 3  | 8      |
| 5   | Dieter Braun        | Yamaha          | +1 ronde   | 6      |
| 6   | Pentti Korhonen     | Yamaha          | +1 ronde   | 5      |
| 7   | Gérard Choukroun    | Yamaha          | +1 ronde   | 4      |
| 8   | Walter Villa        | Harley-Davidson | +1 ronde   | 3      |
| 9   | Edu Celso-Santos    | Yamaha          | +1 ronde   | 2      |
| 10  | John Williams       | Dugdale-Yamaha  | +1 ronde   | 1      |
| 11  | Tom Herron          | Yamaha          |            |        |
| 12  | Maurice Maingret    | Yamaha          |            |        |
| 13  | Kjell Solberg       | Yamaha          |            |        |
| 14  | Nico van der Zanden | Yamaha          |            |        |
| 15  | Helmut Kassner      | Yamaha          |            |        |
| DNF | Giovanni Proni      | Yamaha          |            |        |
| DNF | Tony Rutter         | SMAC-Yamaha     |            |        |
| DNF | Michel Rougerie     | Harley-Davidson |            |        |
| DNF | Jaime Samaranch     | Yamaha          |            |        |
| DNF | Peter McKinley      | Yamaha          |            |        |
| DNF | Chas Mortimer       | Maxton-Yamaha   |            |        |
| DNF | Rolf Minhoff        | Yamaha          |            |        |
| DNF | Edmar Ferreira      | Yamaha          |            |        |
| DNF | Philippe Bouzanne   | Yamaha          |            |        |
| DNF | Christian Huguet    | Yamaha          |            |        |
| DNF | Alex George         | Yamaha          |            |        |
| DNF | Patrick Pons        | Yamaha          |            |        |

## 250 cc
In de 250cc-klasse reed Walter Villa (Harley-Davidson) de snelste trainingstijd, maar in de race ging Johnny Cecotto (Yamaha) aan de leiding tot zijn ketting brak. Benjamín Grau (Derbi), die in de 125cc-klasse indruk had gemaakt met de snelste trainingstijd en de snelste ronde, kwam opnieuw na een slechte start naar voren. Terwijl Villa onbedreigd won en Patrick Pons (Yamaha) tweede werd, passeerde Grau in de laatste ronde Rolf Minhoff (Yamaha) en Chas Mortimer (Yamaha) en werd nog derde.

### Uitslag 250 cc
| Pos | Coureur             | Merk            | Tijd            | Punten          |
| --- | ------------------- | --------------- | --------------- | --------------- |
| 1   | Walter Villa        | Harley-Davidson | 1h 00' 59" 8    | 15              |
| 2   | Patrick Pons        | Yamaha          | +19" 3          | 12              |
| 3   | Benjamín Grau       | Derbi           | +1' 19" 6       | 10              |
| 4   | Chas Mortimer       | Maxton-Yamaha   | +1' 20" 7       | 8               |
| 5   | Rolf Minhoff        | Yamaha          | +1' 32" 8       | 6               |
| 6   | Michel Rougerie     | Harley-Davidson | +1 ronde        | 5               |
| 7   | Tom Herron          | Yamaha          | +1 ronde        | 4               |
| 8   | Peter McKinley      | Yamaha          | +1 ronde        | 3               |
| 9   | Tapio Virtanen      | Yamaha          | +1 ronde        | 2               |
| 10  | Vicenzo Cascino     | Harley-Davidson | +1 ronde        | 1               |
| 11  | Giovanni Proni      | Yamaha          | +1 ronde        |                 |
| 12  | Edu Celso-Santos    | Yamaha          | +1 ronde        |                 |
| 13  | Alex George         | Yamaha          | +1 ronde        |                 |
| DNF | Victor Palomo       | SMAC-Yamaha     | versnellingsbak | versnellingsbak |
| DNF | Leif Gustafsson     | Yamaha          |                 |                 |
| DNF | Dieter Braun        | Yamaha          |                 |                 |
| DNF | Gérard Choukroun    | Yamaha          |                 |                 |
| DNF | Johnny Cecotto      | Yamaha          | kettingbreuk    | kettingbreuk    |
| DNF | Pentti Korhonen     | Yamaha          | val             |                 |
| DNF | John Williams       | Yamaha          |                 |                 |
| DNF | Charlie Williams    | Yamaha          |                 |                 |
| DNF | Paolo Pileri        | Yamaha          |                 |                 |
| DNF | Tony Rutter         | Yamaha          |                 |                 |
| DNF | Philippe Bouzanne   | Yamaha          |                 |                 |
| DNF | Kjell Solberg       | Yamaha          |                 |                 |
| DNF | Ikujiro Takai       | Yamaha          | vastloper       |                 |
| DNF | Jaime Samaranch     | Harley-Davidson |                 |                 |
| DNF | Harald Bartol       | Yamaha          |                 |                 |
| DNQ | Nico van der Zanden | Yamaha          |                 |                 |

## 125 cc
In de 125cc-klasse was lokale rijder Benjamín Grau (fabrieks-Derbi) de snelste in de training. Naast hem stonden de beide fabrieks-Morbidelli's op de eerste startrij. In de natte trainingen had Kent Andersson (Yamaha) grote problemen gehad en was slechts 13e. Tijdens de race was het echter droog. Andersson vond aansluiting bij de Morbidelli's, maar kon Paolo Pileri niet voorbij. Pier Paolo Bianchi zakte wel wat af en werd in de zesde ronde ingehaald door Bruno Kneubühler (Yamaha). Die kwam zelfs nog dicht bij Andersson. Grau was erg slecht gestart maar reed dankzij een recordronde toch weer naar voren. Hij passeerde Andersson en Kneubühler zelfs, maar viel toen uit. Paolo Pileri won gemakkelijk en ook voor Andersson werd het wat makkelijker toen Kneubühler even viel. Andersson werd tweede maar Kneubühler was snel genoeg overeind om derde te worden.

### Uitslag 125 cc
| Pos | Coureur            | Merk        | Tijd      | Punten |
| --- | ------------------ | ----------- | --------- | ------ |
| 1   | Paolo Pileri       | Morbidelli  | 56' 00" 9 | 15     |
| 2   | Kent Andersson     | Yamaha      | +30" 7    | 12     |
| 3   | Bruno Kneubühler   | Yamaha      | +1' 01" 4 | 10     |
| 4   | Pier Paolo Bianchi | Morbidelli  | +1' 21" 2 | 8      |
| 5   | Leif Gustafsson    | Yamaha      | +1 ronde  | 6      |
| 6   | Hans Müller        | Yamaha      | +1 ronde  | 5      |
| 7   | Johann Zemsauer    | Rotax       | +1 ronde  | 4      |
| 8   | Eugenio Lazzarini  | Piovaticci  | +1 ronde  | 3      |
| 9   | Peter Frohnmeyer   | Maico       | +1 ronde  | 2      |
| 10  | Pentti Salonen     | Yamaha      | +1 ronde  | 1      |
| 11  | Hugo Vignetti      | Derbi       |           |        |
| 12  | Mario Francioni    | Yamaha      |           |        |
| 13  | Cees van Dongen    | Yamaha      |           |        |
| 14  | Enrique Escuder    | Yamaha      |           |        |
| 15  | Angel M. Del Pozo  | Bultaco     |           |        |
| DNF | Rolf Thiele        | Maico       |           |        |
| DNF | Maurice Maingret   | Yamaha      |           |        |
| DNF | Benjamín Grau      | Derbi       | vastloper |        |
| DNF | Gert Bender        | Bender      |           |        |
| DNF | Ángel Nieto        | Bridgestone |           |        |
| DNF | Herbert Rittberger | Yamaha      |           |        |
| DNF | Horst Seel         | Seel        |           |        |
| DNF | Ulrich Graf        | Yamaha      |           |        |
| DNF | Rolf Blatter       | Maico       |           |        |
| DNF | Angel Perurena     | Bultaco     |           |        |
| DNF | Matti Kinnunen     | Maico       |           |        |
| DNF | Claudio Lusuardi   | Derbi       |           |        |
| DNF | Ramon Anguera      | Bultaco     |           |        |

## 50 cc
De 50cc-race in Spanje was de eerste van het seizoen en Ángel Nieto reed hier voor het eerst met de Van Veen-Kreidler die hij met hulp van de Spaanse bond had kunnen kopen. Ángel won de race met gemak. Cees van Dongen draaide een blok stuk in de trainingen maar kreeg via Van Veen een reservemotor. Hij reed lang achter Nieto maar hij viel in de haarspeldbocht. Daardoor klom Julien van Zeebroeck (Van Veen-Kreidler) naar de tweede plaats. Stefan Dörflinger (Kreidler) kon van Zeebroeck nog even bedreigen, maar moest zich met de derde plaats tevreden stellen. De door oud-Jamathi-constructeurs Jan Thiel en Martin Mijwaart gebouwde Piovaticci van Eugenio Lazzarini was nog niet snel genoeg om de Kreidlers te kloppen. Lazzarini werd slechts vierde.

### Uitslag 50 cc
| Pos | Coureur              | Merk              | Tijd      | Punten |
| --- | -------------------- | ----------------- | --------- | ------ |
| 1   | Ángel Nieto          | Van Veen-Kreidler | 36' 16" 1 | 15     |
| 2   | Julien van Zeebroeck | Van Veen-Kreidler | +12"      | 12     |
| 3   | Stefan Dörflinger    | Kreidler          | +17" 4    | 10     |
| 4   | Eugenio Lazzarini    | Piovaticci        | +25" 4    | 8      |
| 5   | Nico Polane          | Kreidler          | +46" 6    | 6      |
| 6   | Herbert Rittberger   | Kreidler          | +52" 5    | 5      |
| 7   | Jaime Alguersuari    | Derbi             | +1' 05" 5 | 4      |
| 8   | Cees van Dongen      | Kreidler          | +1' 36" 1 | 3      |
| 9   | Rudolf Kunz          | Kreidler          | +1' 37" 2 | 2      |
| 10  | Joaquín Galí         | Derbi             | +1 ronde  | 1      |

1950 · 1951 · 1952 · 1953 · 1954 · 1955 · 1957 · 1958 · 1959 · 1960 · 1961 · 1962 · 1963 · 1964 · 1965 · 1966 · 1967 · 1968 · 1969 · 1970 · 1971 · 1972 · 1973 · 1974 · 1975 · 1976 · 1977 · 1978 · 1979 · 1980 · 1981 · 1982 · 1983 · 1984 · 1985 · 1986 · 1987 · 1988 · 1989 · 1990 · 1991 · 1992 · 1993 · 1994 · 1995 · 1996 · 1997 · 1998 · 1999 · 2000 · 2001 · 2002 · 2003 · 2004 · 2005 · 2006 · 2007 · 2008 · 2009 · 2010 · 2011 · 2012 · 2013 · 2014 · 2015 · 2016 · 2017 · 2018 · 2019 · 2020 · 2021 · 2022 · 2023 · 2024 · 2025